# CatDog
CatDog es una serie de televisión animada estadounidense, emitida por primera vez el 4 de abril de 1998 con el último episodio producido emitido el 15 de junio de 2005. La serie fue creada por Peter Hannan para Nickelodeon. La serie muestra la vida de unos hermanos siameses no idénticos con una mitad que es gato y otra un perro.

## Historia
Nickelodeon hizo 62 episodios de 30 minutos, dando un total de 125 capítulos ya que en algún episodio fueron 3 capítulos en vez de 2 y planeó su debut en otoño de 1998. Nick produjo la serie desde Burbank, California, Estados Unidos.
Debido a su extraña condición física, CatDog a menudo es acosado por "los Grasosos", un trío de  perros matones (donde uno de ellos es mujer), y su vecino, Tito, una astuta rata azul, que curiosamente tiene nariz de humano.
Aunque son mejores amigos y hermanos, tienen personalidades muy diferentes. Gato se interesa por los gustos refinados, la limpieza, la cultura y el dinero, mientras que Perro es muy amante de la locura, la diversión y le encanta comer, ensuciarse, perseguir coches, explorar, y casi cualquier otra cosa que un perro ame, y que claramente hace pasar ratos no muy agradables a su hermano Gato.

## Personajes
- Perro (dog en inglés): es el más despreocupado e ingenuo de los dos. Él es extremadamente ambicioso cuando Gato o cualquier otro personaje lo convencen para asumir una tarea, metiéndose directamente en esta con toda la fuerza y energía. Perro es el típico "perro tonto" fiel y es fácilmente sugestionable. Él se cree todo lo que le dicen. Su lapso de atención es muy corto y es fácilmente distraído por los camiones de basura, los huesos, la alimentación, y su excesiva imaginación. Perro por lo general es el único que le consigue problemas a la pareja. Sin prestarle atención a las advertencias de Gato, en su interior corre un torrente de energía que, unido a su extrema impulsividad, lo lleva a realizar acciones que casi siempre terminan con graves consecuencias. Como Gato, Perro adora a su hermano sin importar cuántas veces Gato lo mete en peligro.
- Gato (cat en inglés): es el siamés inteligente, y a veces el que pierde la paciencia con más facilidad. Es un gato muy culto, le gusta la literatura, la ópera, el arte y visitar museos, y a pesar de que él y Perro son hermanos, comparten grandes diferencias (a pesar de estar, literalmente, muy unidos), como el hecho de que Gato es fanático de la limpieza y el orden y Perro, un verdadero "cerdo", a tal punto que Gato una vez lo echó de la casa por dejar huellas de lodo por todas partes. En los momentos críticos, Gato es el más propenso a aterrorizarse (a veces irracionalmente), perder las esperanzas o la paciencia, o echarse a llorar con desesperación, debido a que es a él a quién le toca soportar las consecuencias del frenético y alocado comportamiento de su hermano.
- Winslow (Tito en Latino): es un pequeño ratón de gran nariz color azul que vive con Gato y Perro. Tito podría ser considerado una verdadera "rata" para CatDog, ya que normalmente está ideando tretas para poder jugarle bromas pesadas a Gato, además de lo cual suele fungir como sembrador de discordias entre él y Perro, teniendo en ello un gran porcentaje de éxito, por ejemplo en una ocasión en la que Catdog no estaba en casa porque se había ido de vacaciones, Tito aprovecha su ausencia para instalar una venta de cochera en la que vende todas las cosas de Catdog. En el capítulo donde van a parar a un circo que presenta un show de fenómenos, Tito es contratado por su gran nariz humana y su raro color de piel, ganando mucha fama entre los espectadores.
- Rancid (Rancio en Latino): es un conejo verde que siempre busca la forma de deshacerse de CatDog mediante trucos sucios, a pesar de que en el capítulo donde inventan un dulce nuevo que rivaliza con el suyo, él los apoya y les dice que alcanzaron 298 en popularidad y que no se puede llegar más alto, pero al descubrir que ese dulce tan famoso hace que se caiga el cabello, Rancio es el primero en querer matarlos a ambos.
- Los Grasosos: son una banda callejera que consiste de tres perros bravucones: Kike, Shriek (Chica en Latino), y Lube. Ellos actúan igual que los matones de recreo de la escuela, escogiendo a cualquiera, sea débil o diferente a ellos.

- Kike: es el líder de la pandilla "Los Grasosos", lo que hace que sea al miembro al que Gato y Perro le tengan más miedo, pero la verdad es que él tiene además un lado sensible, ya que en un capítulo se descubre que le gusta, en sus ratos libres, practicar ballet, porque eso le da más rapidez a la hora de dar palizas. Su verdadero nombre es Mauricio.
- Shriek (Chica en Latino): es la mujer de la pandilla, pero muchos ponen ese detalle en duda debido a su rudo comportamiento y a que es muy poco femenina. Está enamorada de Perro, ya que en las peleas él jamás sale lastimado, seguramente porque ella les dice a los demás que no deben golpearlo, y ellos la obedecen para no ser golpeados a su vez. En un capítulo, ella quería atraer la atención de Perro, así que decidió ser hacerse más femenina; pero al ser ignorada, se vuelve loca de rabia, se saca el vestido, el maquillaje y vuelve a ser normal. Al reconocerla nuevamente como Chica, Perro le dice: "Con ese vestido te veías raro, parecías mujer", y ella le contesta: "¡Soy una mujer!", y cada vez que lo dice, alguien sale desmayado.
- Lube: es el más tonto de la pandilla (aunque es un mecánico doctor pues su falsa identidad se desmorona al componer la limousina de su pareja), y casi nunca sabe bien lo que tiene que hacer, y siempre los demás se burlan y enojan con él por su estupidez. Un día eso llegó a molestarle tanto que decidió irse a vivir con CatDog para ver si lo extrañaban un poco, pero pasó mucho tiempo antes de que volviera, y sólo lo hizo por culpa de una garrapata que casi le chupa toda la sangre.

- Lola: es una buitre pequeña del oeste y muy lista nueva vecina de CatDog.
- Rodolfo: es un  gato y buen amigo con CatDog.
- Tallulah: es una actriz de Hollywood, y Gato está enamorado de ella. Cuando ambos están a punto de tener un momento romántico, Perro o alguna otra circunstancia lo hacen rechazarlo.
- Radiante: un hombrecito verde que parece despreocupado, tiene una extraña voz, camina lentamente y en todos los episodios aparece haciendo cualquier trabajo.
- Mervis y Dunlap: un cerdo y una comadreja rosa y azul respectivamente. Son los mejores amigos de CatDog, aunque a veces también terminan peleando entre ellos mismos.
- Eddie: una ardilla aspirante a Grasoso con pequeñas piezas de papel rojo pegadas en un lado de su cabeza y un vendaje en su nariz con la esperanza de ser como Kike. En un episodio trata de reemplazar a Chica cuando esta quiere ser patinadora profesional.

## Reparto
- Tom Kenny - Dog
- Jim Cummings - Cat
- Carlos Alazraqui - Winslow
- Billy West - Rancid
- Maria Bamford - Shriek
- Nika Frost - Lola
- Peter Hannan - Narración